# RBM17
RBM17 (англ. RNA binding motif protein 17) – білок, який кодується однойменним геном, розташованим у людей на короткому плечі 10-ї хромосоми. Довжина поліпептидного ланцюга білка становить 401 амінокислот, а молекулярна маса — 44 962.
| 10         |  | 20         |  | 30         |  | 40         |  | 50         |
| ---------- |  | ---------- |  | ---------- |  | ---------- |  | ---------- |
| MSLYDDLGVE |  | TSDSKTEGWS |  | KNFKLLQSQL |  | QVKKAALTQA |  | KSQRTKQSTV |
| LAPVIDLKRG |  | GSSDDRQIVD |  | TPPHVAAGLK |  | DPVPSGFSAG |  | EVLIPLADEY |
| DPMFPNDYEK |  | VVKRQREERQ |  | RQRELERQKE |  | IEEREKRRKD |  | RHEASGFARR |
| PDPDSDEDED |  | YERERRKRSM |  | GGAAIAPPTS |  | LVEKDKELPR |  | DFPYEEDSRP |
| RSQSSKAAIP |  | PPVYEEQDRP |  | RSPTGPSNSF |  | LANMGGTVAH |  | KIMQKYGFRE |
| GQGLGKHEQG |  | LSTALSVEKT |  | SKRGGKIIVG |  | DATEKDASKK |  | SDSNPLTEIL |
| KCPTKVVLLR |  | NMVGAGEVDE |  | DLEVETKEEC |  | EKYGKVGKCV |  | IFEIPGAPDD |
| EAVRIFLEFE |  | RVESAIKAVV |  | DLNGRYFGGR |  | VVKACFYNLD |  | KFRVLDLAEQ |
| V          |  |            |  |            |  |            |  |            |

A: Аланін

C: Цистеїн

D: Аспарагінова кислота

E: Глутамінова кислота

F: Фенілаланін

G: Гліцин

H: Гістидин

I: Ізолейцин

K: Лізин

L: Лейцин

M: Метіонін

N: Аспарагін

P: Пролін

Q: Глутамін

R: Аргінін

S: Серин

T: Треонін

V: Валін

W: Триптофан

Кодований геном білок за функцією належить до фосфопротеїнів. 
Задіяний у таких біологічних процесах, як процесинг мРНК, сплайсинг мРНК, ацетилювання. 
Білок має сайт для зв'язування з РНК. 
Локалізований у ядрі.